# Asamblea Legislativa de São Paulo
La Asamblea Legislativa del Estado de São Paulo, también conocida por la sigla Alesp', es el órgano del poder legislativo del estado de São Paulo, ejercido a través de los diputados estaduales. Su actual sede es el Palacio 9 de Julio, ubicado en la Zona Sur de la ciudad de São Paulo, frente al Parque Ibirapuera.
La Asamblea Legislativa elabora y aprueba las leyes del estado de São Paulo y, junto con su órgano de control externo, el Tribunal de Cuentas del Estado, fiscaliza la actuación del poder ejecutivo. Actualmente está compuesto por 94 diputados elegidos por un período de cuatro años.

## Historia
Con la Proclamación de la Independencia en 1822 y la concesión de la Constitución Imperial de 1824, la primera constitución de Brasil como estado soberano, las provincias del imperio pasaron a tener los llamados Consejos Generales de Provincias' El Consejo General de la provincia de São Paulo estaba compuesto por 21 consejeros, elegidos indirectamente y por voto censitario. Sin embargo, no tenían autonomía, ya que el poder estaba centralizado en manos del emperador Pedro I.
Tras la abdicación del Emperador el 7 de abril de 1831, el Consejo de Regencia promulgó el Acto Adicional el 12 de agosto de 1834, modificando la Constitución Imperial y ampliando los poderes de los Consejos Generales que pasaron a denominarse "Asambleas Legislativas Provinciales". Así, la Asamblea Legislativa de la Provincia de São Paulo, poder legislativo de la entonces provincia de São Paulo, se instaló el 2 de febrero de 1835 y se extinguió el 20 de noviembre de 1889, con el fin del Imperio.
Con la Proclamación de la República en 1889, la vigencia de la Constitución brasileña de 1891 y su carácter federalista, los estados tuvieron autonomía para organizar el Poder Legislativo Estatal, posteriormente regulado por la Constitución del Estado de São Paulo de 1891. Según su artículo 5°, el Poder Legislativo del estado de São Paulo era ejercido bicameralmente por el Congreso Legislativo del Estado de São Paulo, compuesto por la Cámara del Estado y el Senado del Estado, instalados el 8 de junio de 1891.
La legislatura paulista funcionó ininterrumpidamente hasta la Revolución de 1930 y el ascenso al poder de Getúlio Vargas que decretó el cierre y la disolución de todos los poderes locales incluyendo la Cámara y el Senado del Estado del Congreso Legislativo del Estado de São Paulo (Decreto N.º 19.330 y N.º 19.398, del 11 de noviembre de 1930).
Sólo en 1934, con la Constitución Federal de 1934 y la Constitución del Estado de 1935, la Asamblea Legislativa de São Paulo pasó a estar compuesta por 60 diputados elegidos por sufragio universal y directo y 15 diputados clasistas, es decir, representantes de organizaciones profesionales elegidos por sufragio indirecto para un mandato de cuatro años. Sin embargo, esta legislatura nunca llegó a completarse porque el 10 de noviembre de 1937 Getúlio Vargas otorgó una nueva Constitución e inició un periodo dictatorial llamado Estado Novo. La Asamblea Legislativa fue disuelta y el poder de legislar en los estados fue dado al interventor o gobernador de cada uno de ellos. Esta situación duró hasta 1945, cuando Getúlio Vargas fue depuesto.
La redemocratización del país, con la promulgación de la Constitución Federal de 1946, restableció el Estado de Derecho. La Constitución del Estado de 1947, elaborada por la Asamblea Constituyente del Estado de São Paulo, fue promulgada el 9 de julio de 1947. En esa época, la sede del Poder Legislativo paulista era el antiguo Palácio das Indústrias, en el centro de la capital del estado.
Con el nuevo orden constitucional, el poder legislativo era ejercido en los estados por las Asambleas Legislativas. En São Paulo se componía de 75 diputados elegidos por sufragio universal, voto secreto y directo, con un sistema de representación proporcional de los partidos políticos.
Con el deposición del presidente João Goulart en 1964 y el endurecimiento del régimen militar, a través del Acto Complementario N.º 47 del 7 de febrero de 1969, el trabajo parlamentario de la Asamblea Legislativa de São Paulo fue nuevamente interrumpido hasta el 20 de mayo del año siguiente.
En el ámbito federal, con la Constitución Federal de 1967, y posteriormente con la Enmienda Constitucional N.º 1, también llamada "Constitución de 1969", otorgada por una junta militar, entró en vigor con fuerza de Constitución, sustituyendo a la Constitución "promulgada" por el Congreso Nacional el 24 de enero de 1967. En el estado de São Paulo, la Constitución del Estado de 13 de mayo de 1967 incorporó a sus disposiciones las contenidas en el texto constitucional federal, en su caso, por medio de una Enmienda Constitucional (N.º 2) "promulgada" el 30 de octubre de 1969 por el Gobernador Abreu Sodré con base en un acto de excepción, el Acto Institucional N.º 5 (AI-5), del 13 de diciembre de 1968, dictado por el Presidente Costa e Silva.
Así, con la Constitución Federal de 1988, la legislatura del estado de São Paulo mantuvo su formato unicameral, compuesta por 94 diputados elegidos por un período de cuatro años.